# ژانگ یوشنگ
ژانگ یوشنگ (انگلیسی: Zhang Yousheng؛ زادهٔ ۵ اوت ۱۹۵۶) بازیکن والیبال اهل چین بود. وی در بازی‌های المپیک تابستانی ۱۹۸۴ شرکت کرده‌است.